# Onthophagus immundus
Onthophagus immundus är en skalbaggsart som beskrevs av Karl Henrik Boheman 1858. Onthophagus immundus ingår i släktet Onthophagus och familjen bladhorningar. Inga underarter finns listade i Catalogue of Life.